# 12 Songs
12 Songs is het tweede studioalbum van de Amerikaanse singer-songwriter Randy Newman. Het album werd door critici een stuk beter ontvangen dan zijn debuut. 12 Songs bevat energieke rocksongs, waarin de luisteraar kennismaakt met de voor Newman kenmerkende combinatie van liefdesliedjes en cynische en sarcastische politiek geëngageerde teksten.

## Tracklist
1. Have You Seen My Baby? – 2:32
2. Let's Burn Down the Cornfield – 3:03
3. Mama told me not to come – 2:12
4. Suzanne - 3:15
5. Lover's Prayer – 1:55
6. Lucinda – 2:40
7. Underneath the Harlem Moon – 1:52
8. Yellow Man – 2:19
9. Old Kentucky Home – 2:40
10. Rosemary – 2:08
11. If You Need Oil – 3:00
12. Uncle Bob's Midnight Blues – 2:15

## Bezetting
- Ry Cooder - gitaar
- Ron Elliott - gitaar
- Jim Gordon - drums
- Roy Harte - percussie
- Milt Holland - percussie
- Al McKibbon - basgitaar
- Randy Newman - piano, zang
- Gene Parsons - drums
- Lyle Ritz- basgitaar
- Clarence White - gitaar